# 史能之
史能之（？—？），字子善，庆元府鄞县人，南宋末年政治人物、学者。

## 生平
出自世家鄞县史氏。史弥巩子。淳祐元年（1241年）登进士第。初任晋陵县尉，升朝奉大夫太府寺丞，咸淳二年（1266年）出为知常州。

## 学术
咸淳四年（1268年）在知常州任上，著有《咸淳毗陵志》，是宋朝遗存的方志著作代表之一。此方志是现存最早的常州地方志，毗陵即常州古名。該書记公元前547年吴王寿梦封四子季札于延陵（毗陵）至淳祐四年事。分地理、诏令、官寺、秩官、文章、武备、风土、祠庙、山水、人物、词翰、财赋、仙释、观寺、陵墓、古迹、碑碣、纪遗18类。书前有序、目录、以及郡治、郡城、郡境、晋陵、武进、无锡、宜兴4县境7图。
史能之也留有最早关于梁山伯與祝英台传说的记载。在《咸淳毗陵志》中载：「祝陵在善卷山，岩前有巨石刻，云‘祝英臺讀書處’，號‘碧鮮庵’。昔有詩云：‘蝴蝶滿園飛不見，碧鮮空有讀書壇’。」
史能之对《越绝书》也有考证研究。

## 代表著作
- 《重修毗陵志》三十卷圖一卷